# Jannes Fittje
Jannes Fittje (Waltershausen, 22 juli 1999) is een Duits autocoureur.

## Carrière
Fittje begon zijn autosportcarrière in het karting in 2011 en werd kampioen in de Bambini A-klasse van de ADAC Kart Bundesendlauf. In 2012 werd hij 22e in het Duits kartkampioenschap voor junioren en verbeterde zich hier in 2013 naar de zevende plaats. Dat jaar kwam hij ook uit in de KF Junior-klasse van het Europees kampioenschap karting. In 2014 werd hij tweede in de KFJ-klasse van de ADAC Kart Masters en achtste in dezelfde klasse in het wereldkampioenschap karting.
In 2015 maakte Fittje de overstap naar het formuleracing, waarbij hij zijn Formule 4-debuut maakte in het ADAC Formule 4-kampioenschap bij het team Motopark. Hij kende een redelijk debuutseizoen, waarin twee zesde plaatsen op de Lausitzring zijn beste resultaten waren. Met 22 punten eindigde hij op de achttiende plaats in het kampioenschap.
In 2016 bleef Fittje rijden in de ADAC Formule 4, maar maakte hij de overstap naar het team US Racing. Hij begon het seizoen met zijn eerste podiumplaats op de Motorsport Arena Oschersleben en behaalde later op de Lausitzring nog twee podiumplaatsen. Met 133 punten verbeterde hij zichzelf naar de zevende plaats in de eindstand.
In 2017 maakte Fittje zijn Formule 3-debuut in de Euroformula Open, waarin hij uitkwam voor Fortec Motorsports. Hij behaalde twee podiumplaatsen op het Circuit Paul Ricard en op Silverstone voordat hij voor aanvang van de laatste drie raceweekenden overstapte naar het team RP Motorsport. Hier stond hij nog tweemaal op het podium op het Autodromo Nazionale Monza. Met 159 punten werd hij vijfde in het kampioenschap. Tevens kwam hij in aanmerking voor het rookiekampioenschap, waarin hij twee races won op het Autódromo do Estoril en op Monza en met 95 punten tweede werd achter Nikita Troitskiy.
In 2018 bleef Fittje actief in de Euroformula Open, maar maakte hij de overstap naar het team Drivex. Na drie raceweekenden, waarin een vierde plaats op Estoril zijn beste resultaat was, verliet hij het kampioenschap. Later dat jaar maakte hij zijn debuut in de GP3 Series voor Jenzer Motorsport als vervanger van de naar Trident vertrokken David Beckmann.